# 1199
Il 1199 (MCXCIX in numeri romani) è un anno  del XII secolo.

## Eventi
- Fermo, nel Piceno, diviene Comune libero.
- Viene eseguito per la prima volta, nella Cattedrale di Notre-Dame, l'organum Sederunt Principes del compositore Pérotin, rappresentante della Scuola di Notre-Dame.

## Nati
- 17 aprile - Maria di Ponthieu, nobile francese († 1250)
- Boemondo V d'Antiochia, nobile († 1252)
- Alan di Galloway, nobile e militare britannico († 1234)
- Guttorm I di Norvegia, re († 1204)
- Isobel di Huntingdon, nobile scozzese († 1251)
- Jalal al-Din Mankubirni, sovrano turkmeno († 1231)
- Walter Marshal, V conte di Pembroke, nobile britannico († 1245)
- Raimondo Rupeno, principe francese
- Sturla Sighvatsson, condottiero islandese († 1238)
- Tommaso II di Savoia, conte († 1259)
- Ahmad al-Badawi, mistico marocchino († 1276)

## Morti
- 23 gennaio - Abu Yusuf Ya'qub al-Mansur, sultano berbero (n. 1160)
- 9 febbraio - Minamoto no Yoritomo, militare e politico giapponese (n. 1147)
- 13 febbraio - Stefano Nemanja, sovrano serbo
- 17 marzo - Jocelin di Glasgow, abate e vescovo cattolico britannico
- 6 aprile - Riccardo I d'Inghilterra, re britannico (n. 1157)
- 20 maggio - Pietro Parenzo, italiano
- 24 settembre - Giovanna d'Inghilterra, regina (n. 1165)
- 9 ottobre - Bobone di San Teodoro, cardinale italiano
- 7 novembre - Michele il Siro, vescovo cristiano orientale e scrittore siro (n. 1126)
- 25 novembre - Alberto III il Ricco, nobile austriaco
- 28 novembre - Michele di Corbeil, patriarca cattolico francese
- 24 dicembre - Speronella Dalesmanni, nobile italiana (n. 1149)
- 25 dicembre - Elena d'Ungheria, sovrana ungherese (n. 1158)
- Bonifacio I Del Carretto, vescovo cattolico italiano
- Federico I di Altena, nobile tedesco (n. 1173)
- Guala, vescovo cattolico italiano
- Guglielmo di Brienne, nobile francese
- Jaroslav Mstislavič il Rosso, nobile russo
- Raimondo IV di Tripoli, cavaliere medievale francese
- Hugh Tyrrel, nobile e cavaliere medievale normanno
- Valero di Bouvignes, religioso belga (n. 1138)

## Calendario
| Calendario 1199 | Calendario 1199 | Calendario 1199 | Calendario 1199 | Calendario 1199 | Calendario 1199 | Calendario 1199 | Calendario 1199 | Calendario 1199 | Calendario 1199 | Calendario 1199 | Calendario 1199 | Calendario 1199 | Calendario 1199 | Calendario 1199 | Calendario 1199 | Calendario 1199 | Calendario 1199 | Calendario 1199 | Calendario 1199 | Calendario 1199 | Calendario 1199 | Calendario 1199 | Calendario 1199 | Calendario 1199 | Calendario 1199 | Calendario 1199 | Calendario 1199 | Calendario 1199 | Calendario 1199 | Calendario 1199 | Calendario 1199 | Calendario 1199 |
| --------------- | --------------- | --------------- | --------------- | --------------- | --------------- | --------------- | --------------- | --------------- | --------------- | --------------- | --------------- | --------------- | --------------- | --------------- | --------------- | --------------- | --------------- | --------------- | --------------- | --------------- | --------------- | --------------- | --------------- | --------------- | --------------- | --------------- | --------------- | --------------- | --------------- | --------------- | --------------- | --------------- |
|                 | 1               | 2               | 3               | 4               | 5               | 6               | 7               | 8               | 9               | 10              | 11              | 12              | 13              | 14              | 15              | 16              | 17              | 18              | 19              | 20              | 21              | 22              | 23              | 24              | 25              | 26              | 27              | 28              | 29              | 30              | 31              |                 |
| Gennaio         | Ve              | Sa              | Do              | Lu              | Ma              | Me              | Gi              | Ve              | Sa              | Do              | Lu              | Ma              | Me              | Gi              | Ve              | Sa              | Do              | Lu              | Ma              | Me              | Gi              | Ve              | Sa              | Do              | Lu              | Ma              | Me              | Gi              | Ve              | Sa              | Do              |                 |
| Febbraio        | Lu              | Ma              | Me              | Gi              | Ve              | Sa              | Do              | Lu              | Ma              | Me              | Gi              | Ve              | Sa              | Do              | Lu              | Ma              | Me              | Gi              | Ve              | Sa              | Do              | Lu              | Ma              | Me              | Gi              | Ve              | Sa              | Do              |                 |                 |                 |                 |
| Marzo           | Lu              | Ma              | Me              | Gi              | Ve              | Sa              | Do              | Lu              | Ma              | Me              | Gi              | Ve              | Sa              | Do              | Lu              | Ma              | Me              | Gi              | Ve              | Sa              | Do              | Lu              | Ma              | Me              | Gi              | Ve              | Sa              | Do              | Lu              | Ma              | Me              |                 |
| Aprile          | Gi              | Ve              | Sa              | Do              | Lu              | Ma              | Me              | Gi              | Ve              | Sa              | Do              | Lu              | Ma              | Me              | Gi              | Ve              | Sa              | Do              | Lu              | Ma              | Me              | Gi              | Ve              | Sa              | Do              | Lu              | Ma              | Me              | Gi              | Ve              |                 |                 |
| Maggio          | Sa              | Do              | Lu              | Ma              | Me              | Gi              | Ve              | Sa              | Do              | Lu              | Ma              | Me              | Gi              | Ve              | Sa              | Do              | Lu              | Ma              | Me              | Gi              | Ve              | Sa              | Do              | Lu              | Ma              | Me              | Gi              | Ve              | Sa              | Do              | Lu              |                 |
| Giugno          | Ma              | Me              | Gi              | Ve              | Sa              | Do              | Lu              | Ma              | Me              | Gi              | Ve              | Sa              | Do              | Lu              | Ma              | Me              | Gi              | Ve              | Sa              | Do              | Lu              | Ma              | Me              | Gi              | Ve              | Sa              | Do              | Lu              | Ma              | Me              |                 |                 |
| Luglio          | Gi              | Ve              | Sa              | Do              | Lu              | Ma              | Me              | Gi              | Ve              | Sa              | Do              | Lu              | Ma              | Me              | Gi              | Ve              | Sa              | Do              | Lu              | Ma              | Me              | Gi              | Ve              | Sa              | Do              | Lu              | Ma              | Me              | Gi              | Ve              | Sa              |                 |
| Agosto          | Do              | Lu              | Ma              | Me              | Gi              | Ve              | Sa              | Do              | Lu              | Ma              | Me              | Gi              | Ve              | Sa              | Do              | Lu              | Ma              | Me              | Gi              | Ve              | Sa              | Do              | Lu              | Ma              | Me              | Gi              | Ve              | Sa              | Do              | Lu              | Ma              |                 |
| Settembre       | Me              | Gi              | Ve              | Sa              | Do              | Lu              | Ma              | Me              | Gi              | Ve              | Sa              | Do              | Lu              | Ma              | Me              | Gi              | Ve              | Sa              | Do              | Lu              | Ma              | Me              | Gi              | Ve              | Sa              | Do              | Lu              | Ma              | Me              | Gi              |                 |                 |
| Ottobre         | Ve              | Sa              | Do              | Lu              | Ma              | Me              | Gi              | Ve              | Sa              | Do              | Lu              | Ma              | Me              | Gi              | Ve              | Sa              | Do              | Lu              | Ma              | Me              | Gi              | Ve              | Sa              | Do              | Lu              | Ma              | Me              | Gi              | Ve              | Sa              | Do              |                 |
| Novembre        | Lu              | Ma              | Me              | Gi              | Ve              | Sa              | Do              | Lu              | Ma              | Me              | Gi              | Ve              | Sa              | Do              | Lu              | Ma              | Me              | Gi              | Ve              | Sa              | Do              | Lu              | Ma              | Me              | Gi              | Ve              | Sa              | Do              | Lu              | Ma              |                 |                 |
| Dicembre        | Me              | Gi              | Ve              | Sa              | Do              | Lu              | Ma              | Me              | Gi              | Ve              | Sa              | Do              | Lu              | Ma              | Me              | Gi              | Ve              | Sa              | Do              | Lu              | Ma              | Me              | Gi              | Ve              | Sa              | Do              | Lu              | Ma              | Me              | Gi              | Ve              |                 |